# Ronde van Italië 2015/Startlijst
Dit artikel beschrijft de startlijst van de 98e Ronde van Italië die op zaterdag 9 mei 2015 van start ging in de gemeente San Lorenzo al Mare. In totaal deden er 22 ploegen mee aan de rittenkoers die op zondag 31 mei 2015 eindigde in de stad Milaan. Iedere ploeg moest negen wielrenners inschrijven voor de wedstrijd, daarom is het totaal aantal deelnemers 198.

## Overzicht

### AG2R La Mondiale
| rugnummer | renner             | prestaties deze ronde | opmerkingen                          | eindklassering |
| --------- | ------------------ | --------------------- | ------------------------------------ | -------------- |
| 1         | Domenico Pozzovivo |                       | Uitgevallen wegens val: Derde etappe | DNF            |
| 2         | Julien Bérard      |                       |                                      | 105e           |
| 3         | Carlos Betancur    |                       |                                      | 20e            |
| 4         | Axel Domont        |                       |                                      | 75e            |
| 5         | Hubert Dupont      |                       |                                      | 42e            |
| 6         | Patrick Gretsch    |                       |                                      | 94e            |
| 7         | Hugo Houle         |                       |                                      | 113e           |
| 8         | Matteo Montaguti   |                       |                                      | 54e            |
| 9         | Rinaldo Nocentini  |                       |                                      | 73e            |

### Androni Giocattoli-Sidermec
| rugnummer | renner               | prestaties deze ronde | opmerkingen | eindklassering |
| --------- | -------------------- | --------------------- | ----------- | -------------- |
| 11        | Franco Pellizotti    |                       |             | 24e            |
| 12        | Davide Appollonio    |                       |             | 123e           |
| 13        | Marco Bandiera       |                       |             | 155e           |
| 14        | Tiziano Dall'Antonia |                       |             | DNF            |
| 15        | Marco Frapporti      |                       |             | 98e            |
| 16        | Oscar Gatto          |                       |             | DNF            |
| 17        | Simone Stortoni      |                       |             | 50e            |
| 18        | Serghei Țvetcov      |                       |             | 139e           |
| 19        | Gianfranco Zilioli   |                       |             | 71e            |

### Astana Pro Team
| rugnummer | renner            | prestaties deze ronde                                                  | opmerkingen | eindklassering |
| --------- | ----------------- | ---------------------------------------------------------------------- | ----------- | -------------- |
| 21        | Fabio Aru         | Drager roze trui etappe veertien, winnaar etappe negentien en twintig. |             | 2e             |
| 22        | Dario Cataldo     |                                                                        |             | 25e            |
| 23        | Tanel Kangert     |                                                                        |             | 13e            |
| 24        | Mikel Landa       | Winnaar etappe vijftien en zestien                                     |             | 3e             |
| 25        | Davide Malacarne  |                                                                        |             | 85e            |
| 26        | Diego Rosa        |                                                                        |             | 23e            |
| 27        | Luis León Sánchez |                                                                        |             | 35e            |
| 28        | Paolo Tiralongo   | Winnaar etappe negen                                                   |             | 19e            |
| 29        | Andrej Zejts      |                                                                        |             | 59e            |

### Bardiani CSF
| rugnummer | renner                     | prestaties deze ronde | opmerkingen | eindklassering |
| --------- | -------------------------- | --------------------- | ----------- | -------------- |
| 31        | Francesco Manuel Bongiorno |                       |             | 60e            |
| 32        | Enrico Barbin              |                       |             | DNF            |
| 33        | Enrico Battaglin           |                       |             | DNF            |
| 34        | Nicola Boem                | Winnaar etappe tien   |             | 159e           |
| 35        | Luca Chirico               |                       |             | 88e            |
| 36        | Sonny Colbrelli            |                       |             | 100e           |
| 37        | Stefano Pirazzi            |                       |             | 22e            |
| 38        | Nicola Ruffoni             |                       |             | DNF            |
| 39        | Edoardo Zardini            |                       |             | 82e            |

### BMC Racing Team
| rugnummer | renner           | prestaties deze ronde | opmerkingen | eindklassering |
| --------- | ---------------- | --------------------- | ----------- | -------------- |
| 41        | Philippe Gilbert | Winnaar etappe twaalf |             | 39e            |
| 42        | Darwin Atapuma   |                       |             | 16e            |
| 43        | Brent Bookwalter |                       |             | 66e            |
| 44        | Marcus Burghardt |                       |             | 70e            |
| 45        | Damiano Caruso   |                       |             | 8e             |
| 46        | Silvan Dillier   |                       |             | 52e            |
| 47        | Stefan Küng      |                       |             | DNF            |
| 48        | Amaël Moinard    |                       |             | 15e            |
| 49        | Rick Zabel       |                       |             | 142e           |

### CCC Sprandi Polkowice
| rugnummer | renner              | prestaties deze ronde | opmerkingen | eindklassering |
| --------- | ------------------- | --------------------- | ----------- | -------------- |
| 51        | Maciej Paterski     |                       |             | 79e            |
| 52        | Grega Bole          |                       |             | 61e            |
| 53        | Jarosław Marycz     |                       |             | DNF            |
| 54        | Bartłomiej Matysiak |                       |             | 140e           |
| 55        | Nikolaj Michajlov   |                       |             | 129e           |
| 56        | Łukasz Owsian       |                       |             | 118e           |
| 57        | Marek Rutkiewicz    |                       |             | 81e            |
| 58        | Branislaw Samojlaw  |                       |             | 48e            |
| 59        | Sylwester Szmyd     |                       |             | 45e            |

### Etixx-Quick-Step
| rugnummer | renner           | prestaties deze ronde       | opmerkingen                           | eindklassering |
| --------- | ---------------- | --------------------------- | ------------------------------------- | -------------- |
| 61        | Rigoberto Urán   |                             |                                       | 14e            |
| 62        | Tom Boonen       |                             |                                       | DNF            |
| 63        | Maxime Bouet     |                             |                                       | 47e            |
| 64        | David de la Cruz |                             |                                       | 34e            |
| 65        | Iljo Keisse      | Winnaar etappe eenentwintig |                                       | 145e           |
| 66        | Gianni Meersman  |                             |                                       | DNF            |
| 67        | Fabio Sabatini   |                             |                                       | 110e           |
| 68        | Pieter Serry     |                             | Uitgevallen wegens val: Tweede etappe | DNF            |
| 69        | Petr Vakoč       |                             |                                       | 116e           |

### FDJ
| rugnummer | renner            | prestaties deze ronde | opmerkingen | eindklassering |
| --------- | ----------------- | --------------------- | ----------- | -------------- |
| 71        | Alexandre Geniez  |                       |             | 9e             |
| 72        | Arnaud Courteille |                       |             | 124e           |
| 73        | Kenny Elissonde   |                       |             | 46e            |
| 74        | Murilo Fischer    |                       |             | 130e           |
| 75        | Francis Mourey    |                       |             | 43e            |
| 76        | Cédric Pineau     |                       |             | 121e           |
| 77        | Kévin Reza        |                       |             | 103e           |
| 78        | Anthony Roux      |                       |             | 87e            |
| 79        | Jussi Veikkanen   |                       |             | 147e           |

### IAM Cycling
| rugnummer | renner                | prestaties deze ronde | opmerkingen                    | eindklassering |
| --------- | --------------------- | --------------------- | ------------------------------ | -------------- |
| 81        | Sylvain Chavanel      |                       |                                | 36e            |
| 82        | Clément Chevrier      |                       |                                | 69e            |
| 83        | Stef Clement          |                       | Uitgevallen in etappe vijftien | DNF            |
| 84        | Heinrich Haussler     |                       |                                | 107e           |
| 85        | Roger Kluge           |                       |                                | 162e           |
| 86        | Matteo Pelucchi       |                       |                                | DNF            |
| 87        | Jérôme Pineau         |                       |                                | DNF            |
| 88        | Sébastien Reichenbach |                       |                                | DNF            |
| 89        | Aleksejs Saramotins   |                       |                                | 161e           |

### Lampre-Merida
| rugnummer | renner              | prestaties deze ronde               | opmerkingen | eindklassering |
| --------- | ------------------- | ----------------------------------- | ----------- | -------------- |
| 91        | Diego Ulissi        | Winnaar etappe zeven                |             | 64e            |
| 92        | Roberto Ferrari     |                                     |             | 133e           |
| 93        | Tsgabu Grmay        |                                     |             | 91e            |
| 94        | Sacha Modolo        | Winnaar etappe dertien en zeventien |             | 126e           |
| 95        | Manuele Mori        |                                     |             | 80e            |
| 96        | Przemysław Niemiec  |                                     |             | 40e            |
| 97        | Jan Polanc          | Winnaar etappe vijf                 |             | 53e            |
| 98        | Maximiliano Richeze |                                     |             | 127e           |
| 99        | Xu Gang             |                                     |             | DNF            |

### Lotto Soudal
| rugnummer | renner                | prestaties deze ronde | opmerkingen | eindklassering |
| --------- | --------------------- | --------------------- | ----------- | -------------- |
| 100       | Jurgen Van den Broeck |                       |             | 12e            |
| 101       | Sander Armée          |                       |             | 65e            |
| 102       | Lars Bak              |                       |             | 90e            |
| 103       | Stig Broeckx          |                       |             | DNF            |
| 104       | André Greipel         | Winnaar etappe zes    |             | DNF            |
| 105       | Adam Hansen           |                       |             | 77e            |
| 106       | Greg Henderson        |                       |             | DNF            |
| 107       | Maxime Monfort        |                       |             | 11e            |
| 109       | Louis Vervaeke        |                       |             | DNF            |

### Movistar Team
| rugnummer | renner            | prestaties deze ronde | opmerkingen | eindklassering |
| --------- | ----------------- | --------------------- | ----------- | -------------- |
| 111       | Beñat Intxausti   | Winnaar etappe acht   |             | 29e            |
| 112       | Andrey Amador     |                       |             | 4e             |
| 113       | Igor Antón        |                       |             | 38e            |
| 114       | Ruben Fernandez   |                       |             | 62e            |
| 115       | Jesus Herrada     |                       |             | 74e            |
| 116       | Jon Izagirre      |                       |             | 27e            |
| 117       | Juan Jose Lobato  |                       |             | DNF            |
| 118       | Dayer Quintana    |                       |             | 93e            |
| 119       | Giovanni Visconti |                       |             | 18e            |

### Nippo-Vini Fantini
| rugnummer | renner               | prestaties deze ronde | opmerkingen | eindklassering |
| --------- | -------------------- | --------------------- | ----------- | -------------- |
| 121       | Damiano Cunego       |                       |             | DNF            |
| 122       | Giacomo Berlato      |                       |             | 101e           |
| 123       | Alessandro Bisolti   |                       |             | 49e            |
| 124       | Daniele Colli        |                       |             | DNF            |
| 125       | Pierpaolo De Negri   |                       |             | 108e           |
| 126       | Eduard Michael Grosu |                       |             | 150e           |
| 127       | Manabu Ishibashi     |                       |             | DNF            |
| 128       | Alessandro Malaguti  |                       |             | 154e           |
| 129       | Riccardo Stacchiotti |                       |             | 152e           |

### Orica-GreenEdge
| rugnummer | renner           | prestaties deze ronde                                           | opmerkingen | eindklassering |
| --------- | ---------------- | --------------------------------------------------------------- | ----------- | -------------- |
| 131       | Michael Matthews | Drager roze trui: Derde en vierde etappe, winnaar derde etappe. |             | DNF            |
| 132       | Sam Bewley       |                                                                 |             | 122e           |
| 133       | Esteban Chaves   |                                                                 |             | 55e            |
| 134       | Simon Clarke     | Drager roze trui: Etappe vijf                                   |             | 63e            |
| 135       | Luke Durbridge   |                                                                 |             | 109e           |
| 136       | Simon Gerrans    | Drager roze trui: Tweede etappe                                 |             | DNF            |
| 137       | Michael Hepburn  |                                                                 |             | 160e           |
| 138       | Brett Lancaster  |                                                                 |             | 128e           |
| 139       | Pieter Weening   |                                                                 |             | 92e            |

### Southeast
| rugnummer | renner                   | prestaties deze ronde | opmerkingen | eindklassering |
| --------- | ------------------------ | --------------------- | ----------- | -------------- |
| 141       | Manuel Belletti          |                       |             | DNF            |
| 142       | Matteo Busato            |                       |             | 106e           |
| 143       | Elia Favilli             |                       |             | 104e           |
| 144       | Mauro Finetto            |                       |             | 57e            |
| 145       | Ramon Carretero Marciags |                       |             | DNF            |
| 146       | Francesco Gavazzi        |                       |             | 58e            |
| 147       | Jonathan Monsalve        |                       |             | 30e            |
| 148       | Alessandro Petacchi      |                       |             | DNF            |
| 149       | Eugert Zhupa             |                       |             | 157e           |

### Team Cannondale-Garmin
| rugnummer | renner            | prestaties deze ronde         | opmerkingen | eindklassering |
| --------- | ----------------- | ----------------------------- | ----------- | -------------- |
| 151       | Ryder Hesjedal    |                               |             | 5e             |
| 152       | Janier Acevedo    |                               |             | 120e           |
| 153       | Nathan Brown      |                               |             | 67e            |
| 154       | André Cardoso     |                               |             | 21e            |
| 155       | Tom Danielson     |                               |             | DNF            |
| 156       | Davide Formolo    | Winnaar etappe: Vierde etappe |             | 31e            |
| 157       | Alan Marangoni    |                               |             | 131e           |
| 158       | Tom-Jelte Slagter |                               |             | 76e            |
| 159       | Davide Villella   |                               |             | 78e            |

### Team Giant-Alpecin
| rugnummer | renner            | prestaties deze ronde | opmerkingen | eindklassering |
| --------- | ----------------- | --------------------- | ----------- | -------------- |
| 161       | Luka Mezgec       |                       |             | 138e           |
| 162       | Nikias Arndt      |                       |             | 148e           |
| 163       | Bert De Backer    |                       |             | 158e           |
| 164       | Caleb Fairly      |                       |             | 134e           |
| 165       | Simon Geschke     |                       |             | 89e            |
| 166       | Chad Haga         |                       |             | 99e            |
| 167       | Ji Cheng          |                       |             | 156e           |
| 168       | Tobias Ludvigsson |                       |             | 83e            |
| 169       | Tom Stamsnijder   |                       |             | 153e           |

### Katjoesja
| rugnummer | renner             | prestaties deze ronde | opmerkingen | eindklassering |
| --------- | ------------------ | --------------------- | ----------- | -------------- |
| 171       | Luca Paolini       |                       |             | 111e           |
| 172       | Maksim Belkov      |                       |             | 102e           |
| 173       | Sergej Tsjernetski |                       |             | 114e           |
| 174       | Sergej Lagoetin    |                       |             | 72e            |
| 175       | Aleksandr Porsev   |                       |             | 132e           |
| 176       | Pavel Kotsjetkov   |                       |             | 37e            |
| 177       | Joeri Trofimov     |                       |             | 10e            |
| 178       | Anton Vorobjov     |                       |             | DNF            |
| 179       | Ilnoer Zakarin     | Winnaar etappe elf    |             | 44e            |

### Team LottoNL-Jumbo
| rugnummer | renner             | prestaties deze ronde | opmerkingen                       | eindklassering |
| --------- | ------------------ | --------------------- | --------------------------------- | -------------- |
| 181       | Steven Kruijswijk  |                       |                                   | 7e             |
| 182       | George Bennett     |                       | Niet gestart: Eerste etappe       | DNF            |
| 183       | Rick Flens         |                       |                                   | 144e           |
| 184       | Moreno Hofland     |                       |                                   | 136e           |
| 185       | Martijn Keizer     |                       |                                   | 56e            |
| 186       | Bert-Jan Lindeman  |                       |                                   | 95e            |
| 187       | Maarten Tjallingii |                       |                                   | 119e           |
| 188       | Nick van der Lijke |                       |                                   | 86e            |
| 189       | Robert Wagner      |                       | Buiten tijd binnen: Vierde etappe | DNF            |

### Team Sky
| rugnummer | renner              | prestaties deze ronde   | opmerkingen                                                                        | eindklassering |
| --------- | ------------------- | ----------------------- | ---------------------------------------------------------------------------------- | -------------- |
| 191       | Richie Porte        |                         | Porte kreeg twee minuten tijdstraf in etappe tien en stapte af na etappe vijftien. | DNF            |
| 192       | Bernhard Eisel      |                         |                                                                                    | 143e           |
| 193       | Sebastián Henao     |                         |                                                                                    | 41e            |
| 194       | Vasil Kiryjenka     | Winnaar etappe veertien |                                                                                    | 84e            |
| 195       | Leopold König       |                         |                                                                                    | 6e             |
| 196       | Mikel Nieve         |                         |                                                                                    | 17e            |
| 197       | Salvatore Puccio    |                         |                                                                                    | 68e            |
| 198       | Kanstantsin Siwtsow |                         |                                                                                    | 26e            |
| 199       | Elia Viviani        |                         |                                                                                    | 125e           |

### Tinkoff-Saxo
| rugnummer | renner                  | prestaties deze ronde                              | opmerkingen | eindklassering |
| --------- | ----------------------- | -------------------------------------------------- | ----------- | -------------- |
| 201       | Alberto Contador        | Drager roze trui etappe zes-dertien en eindwinnaar |             | 1e             |
| 202       | Ivan Basso              |                                                    |             | 51e            |
| 203       | Manuele Boaro           |                                                    |             | 96e            |
| 204       | Christopher Juul-Jensen |                                                    |             | 135e           |
| 205       | Roman Kreuziger         |                                                    |             | 28e            |
| 206       | Sérgio Paulinho         |                                                    |             | 97e            |
| 207       | Michael Rogers          |                                                    |             | 33e            |
| 208       | Ivan Rovny              |                                                    |             | 115e           |
| 209       | Matteo Tosatto          |                                                    |             | 112e           |

### Trek Factory Racing
| rugnummer | renner             | prestaties deze ronde | opmerkingen | eindklassering |
| --------- | ------------------ | --------------------- | ----------- | -------------- |
| 211       | Giacomo Nizzolo    |                       |             | 137e           |
| 212       | Eugenio Alafaci    |                       |             | 141e           |
| 213       | Fumiyuki Beppu     |                       |             | 117e           |
| 214       | Marco Coledan      |                       |             | 163e           |
| 215       | Fabio Felline      |                       |             | 32e            |
| 216       | Fábio Silvestre    |                       |             | 149e           |
| 217       | Boy van Poppel     |                       |             | 146e           |
| 218       | Kristof Vandewalle |                       |             | DNF            |
| 219       | Calvin Watson      |                       |             | 151e           |

## Deelnemers per land
| Deelnemers | Land |
| ---------- | --- |
| 59         | Italië |
| 15         | Frankrijk |
| 12         | België, Nederland |
| 11         | Australië, Spanje |
| 9          | Rusland |
| 8          | Duitsland |
| 7          | Colombia, Polen |
| 5          | Verenigde Staten |
| 3          | Wit-Rusland, Zwitserland, Tsjechië, Nieuw-Zeeland, Portugal, Slovenië                                                            |
| 2          | Canada China, Denemarken, Japan, Roemenië                                                                                        |
| 1          | Albanië, Argentinië, Bulgarije, Brazilië, Costa Rica, Estland, Ethiopië, Finland, Kazachstan, Letland, Panama, Zweden, Venezuela |